# Brisbane International
El torneig de Brisbane, també conegut com a Brisbane International, és un torneig de tennis professional que es disputa sobre pista dura. Actualment pertany a la categoria Premier Tournaments del circuit WTA femení. Se celebra al gener en el complex Queensland Tennis Centre de Tennyson, barri de Brisbane, Queensland, Austràlia. És un dels tornejos que obre la temporada i sempre es disputa abans del primer Grand Slam de la temporada, l'Open d'Austràlia.
També formava part de les sèries ATP World Tour 250 del circuit ATP masculí fins a l'any 2019 que es va utilitzar com una de les seus de l'ATP Cup. Inicialment va pertànyer a la categoria International Tournaments però degut a l'èxit de les primeres edicions, l'organització del circuit femení va decidir ascendir-lo de categoria.

## Història
L'origen d'aquest torneig s'ha de situar en la creació del Circuit de tennis Grand Prix l'any 1970. Per tal d'afavorir l'Open d'Austràlia, l'organització del circuit va decidir donar suport a la creació de diversos tornejos per aquesta zona perquè fossin inclosos en el calendari del circuit professional. Diverses ciutats d'Austràlia i de Nova Zelanda com Adelaida, Sydney, Hobart, Brisbane o Auckland organitzaven tornejos amateurs en aquell moment. La primera edició professional del torneig es va celebrar sobre pista d'herba a Adelaida amb el nom de South Australian Tennis Championships l'any 1972, només en categoria masculina individual.
El torneig tingué una trajectòria força caòtica en els seus inicis. En els següents anys només es va celebrar l'any 1974, l'any 1977 amb el nom South Australian Men's Tennis Classic i el 1979 com a South Australian Open. A partir del 1981, el torneig ja va aconseguir regularitat en el calendari professional al final de la temporada. L'any 1987, quan l'Open d'Austràlia es va desplaçar a l'inici de la temporada per ser el primer Grand Slam, aquest torneig va esdevenir el primer de la temporada. Com que l'Open d'Austràlia va canviar de superfície, aquest torneig també va seguir el canvi cap a pista dura l'any 1988. Amb la creació del nou circuit de l'Associació de Tennistes Professionals, el torneig va entrar en les ATP World Series amb el nom Australian Men's Hardcourt Championships i var incrementar els seus premis. Posteriorment va canviar de noms diversos cops: AAPT Championships (1999), Next Generation Hardcourts (2005) i Next Generation Adelaide International (2006).
Paral·lelament, l'any 1997 es va crear un torneig de tennis femení a Gold Coast, Queensland, per entrar al Tier III de la WTA. El Gold Coast Classic es va unir als tornejos d'Auckland, Sydney i Hobart, per formar els tornejos inicials de la temporada femenina de tennis i preparar l'Open d'Austràlia. El nou torneig se celebrava al mateix temps que el d'Adelaida masculí. Posteriorment va canviar de nom en diverses ocasions: Thalgo Australian Women's Hardcourts (1998), Uncle Tobys Hardcourts (2003) i Mondial Australian Women's Hardcourts (2006).
L'any 2009, els dos circuits professionals van canviar llur estructura i es va establir un nou calendari. Les organitzacions dels tornejos Next Generation Adelaide International (ATP) i Mondial Australian Women's Hardcourts (WTA) ja havien decidit fusionar-se i traslladar la seu del torneig a Brisbane. La primera edició del nou torneig, amb el nom de Brisbane International, formant part de les Sèries 250 (ATP) i dels International Tournaments (WTA), es va celebrar el gener de 2009. Degut a l'èxit de públic obtingut durant els primers anys, a partir de l'edició de 2012 va promocionar de categoria a Premier Tournaments en categoria femenina. Aquesta celebració conjunta es va trencar l'any 2020 en cancel·lar-se la disputa dels esdeveniments masculins, ja que es va utilitzar Brisbane com una de les seus de l'ATP Cup, competició creada aquest any.

## Palmarès

### Individual masculí

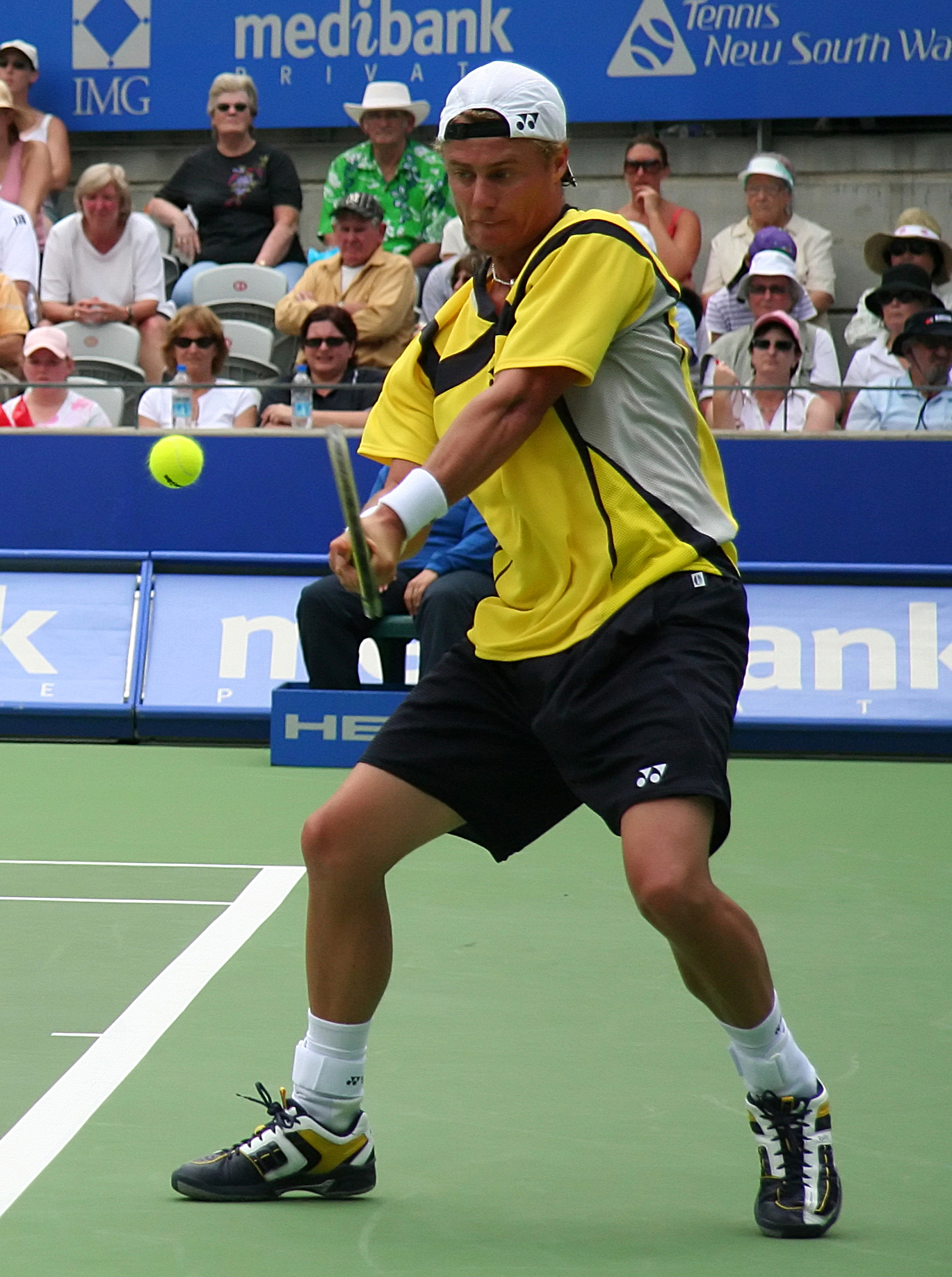
Lleyton Hewitt és l'únic tennista que ha guanyat el títol en tres ocasions.

| Localització | Any  | Campió                        | Finalista                     | Resultat                      |
| ------------ | ---- | ----------------------------- | ----------------------------- | ----------------------------- |
| Brisbane     | 2025 | Jiří Lehečka                  | Reilly Opelka                 | 4−1, retirada                 |
| Brisbane     | 2024 | Grigor Dimitrov               | Holger Rune                   | 7−6(5), 6−4                   |
| Brisbane     | 2023 | No celebrat                   | No celebrat                   | No celebrat                   |
| Brisbane     | 2022 | No celebrat                   | No celebrat                   | No celebrat                   |
| Brisbane     | 2021 | No celebrat                   | No celebrat                   | No celebrat                   |
| Brisbane     | 2020 | No celebrat                   | No celebrat                   | No celebrat                   |
| Brisbane     | 2019 | Kei Nishikori                 | Daniïl Medvédev               | 6−4, 3−6, 6−2                 |
| Brisbane     | 2018 | Nick Kyrgios                  | Ryan Harrison                 | 6−4, 6−2                      |
| Brisbane     | 2017 | Grigor Dimitrov               | Kei Nishikori                 | 6−2, 2−6, 6−3                 |
| Brisbane     | 2016 | Milos Raonic                  | Roger Federer                 | 6−4, 6−4                      |
| Brisbane     | 2015 | Roger Federer                 | Milos Raonic                  | 6−4, 6−7(2), 6−4              |
| Brisbane     | 2014 | Lleyton Hewitt (3)            | Roger Federer                 | 6−1, 4−6, 6−3                 |
| Brisbane     | 2013 | Andy Murray (2)               | Grígor Dimitrov               | 7−6(0), 6−4                   |
| Brisbane     | 2012 | Andy Murray                   | Aleksandr Dolgopòlov          | 6−1, 6−3                      |
| Brisbane     | 2011 | Robin Söderling               | Andy Roddick                  | 6−3, 7−5                      |
| Brisbane     | 2010 | Andy Roddick                  | Radek Štěpánek                | 7−6(2), 7−6(7)                |
| Brisbane     | 2009 | Radek Stepanek                | Fernando Verdasco             | 3−6, 6−3, 6−4                 |
| Adelaida     | 2008 | Michael Llodra                | Jarkko Nieminen               | 6−3, 6−4                      |
| Adelaida     | 2007 | Novak Djokovic                | Chris Guccione                | 6−3, 6−7(6), 6−4              |
| Adelaida     | 2006 | Florent Serra                 | Xavier Malisse                | 6−3, 6−4                      |
| Adelaida     | 2005 | Joachim Johansson             | Taylor Dent                   | 7−5, 6−3                      |
| Adelaida     | 2004 | Dominik Hrbaty                | Michael Llodra                | 6−4, 6−0                      |
| Adelaida     | 2003 | Nikolai Davidenko             | Kristof Vliegen               | 6−2, 7−6(3)                   |
| Adelaida     | 2002 | Tim Henman                    | Mark Philippoussis            | 6−4, 6−7(6), 6−3              |
| Adelaida     | 2001 | Tommy Haas                    | Nicolas Massu                 | 6−3, 6−1                      |
| Adelaida     | 2000 | Lleyton Hewitt                | Thomas Enqvist                | 3−6, 6−3, 6−2                 |
| Adelaida     | 1999 | Thomas Enqvist                | Lleyton Hewitt                | 4−6, 6−1, 6−2                 |
| Adelaida     | 1998 | Lleyton Hewitt                | Jason Stoltenberg             | 3−6, 6−3, 7−6(4)              |
| Adelaida     | 1997 | Todd Woodbridge               | Scott Draper                  | 6−2, 6−1                      |
| Adelaida     | 1996 | Ievgueni Kàfelnikov (2)       | Byron Black                   | 7−6(0), 3−6, 6−1              |
| Adelaida     | 1995 | Jim Courier                   | Arnaud Boetsch                | 6−2, 7−5                      |
| Adelaida     | 1994 | Ievgueni Kàfelnikov           | Aleksandr Vólkov              | 6−4, 6−3                      |
| Adelaida     | 1993 | Nicklas Kulti                 | Christian Bergstrom           | 3−6, 7−5, 6−4                 |
| Adelaida     | 1992 | Goran Ivanisevic              | Christian Bergstrom           | 1−6, 7−6(5), 6−4              |
| Adelaida     | 1991 | Nicklas Kulti                 | Michael Stich                 | 6−3, 1−6, 6−2                 |
| Adelaida     | 1990 | Thomas Muster                 | Jimmy Arias                   | 3−6, 6−2, 7−5                 |
| Adelaida     | 1989 | Mark Woodforde (2)            | Patrik Kuhnen                 | 7−5, 1−6, 7−5                 |
| Adelaida     | 1988 | Mark Woodforde                | Wally Masur                   | 6−2, 6−4                      |
| Adelaida     | 1987 | Wally Masur                   | Bill Scanlon                  | 6−4, 7−6                      |
| Adelaida     | 1986 | No celebrat                   | No celebrat                   | No celebrat                   |
| Adelaida     | 1985 | Eddie Edwards                 | Peter Doohan                  | 6−2, 6−4                      |
| Adelaida     | 1984 | Peter Doohan                  | Huub van Boeckel              | 1−6, 6−1, 6−4                 |
| Adelaida     | 1983 | Mike Bauer                    | Miloslav Mecir                | 3−6, 6−4, 6−1                 |
| Adelaida     | 1982 | Mike Bauer                    | Chris Johnstone               | 4−6, 7−6, 6−2                 |
| Adelaida     | 1981 | Mark Edmondson                | Brad Drewett                  | 7−5, 6−2                      |
| Adelaida     | 1980 | Sense esdeveniment al circuit | Sense esdeveniment al circuit | Sense esdeveniment al circuit |
| Adelaida     | 1979 | Kim Warwick                   | Bernard Mitton                | 7−5, 6−4                      |
| Adelaida     | 1978 | Sense esdeveniment al circuit | Sense esdeveniment al circuit | Sense esdeveniment al circuit |
| Adelaida     | 1977 | Victor Amaya                  | Brian Teacher                 | 6−1, 6−4                      |
| Adelaida     | 1976 | Sense esdeveniment al circuit | Sense esdeveniment al circuit | Sense esdeveniment al circuit |
| Adelaida     | 1975 | Sense esdeveniment al circuit | Sense esdeveniment al circuit | Sense esdeveniment al circuit |
| Adelaida     | 1974 | Dick Stockton                 | Geoff Masters                 | 6−2, 6−3, 6−2                 |
| Adelaida     | 1973 | Sense esdeveniment al circuit | Sense esdeveniment al circuit | Sense esdeveniment al circuit |
| Adelaida     | 1972 | Alex Metreveli                | Kim Warwick                   | 6−3, 6−3, 7−6                 |

### Individual femení
| Localització | Any               | Campiona              | Finalista                 | Resultat         |
| ------------ | ----------------- | --------------------- | ------------------------- | ---------------- |
| Brisbane     | WTA 500           | WTA 500               | WTA 500                   | WTA 500          |
| Brisbane     | 2025              | Arina Sabalenka       | Polina Kudermetova        | 4−6, 6−3, 6−2    |
| Brisbane     | 2024              | Ielena Ribàkina       | Arina Sabalenka           | 6−0, 6−3         |
| Brisbane     | 2023              | No celebrat           | No celebrat               | No celebrat      |
| Brisbane     | 2022              | No celebrat           | No celebrat               | No celebrat      |
| Brisbane     | 2021              | No celebrat           | No celebrat               | No celebrat      |
| Brisbane     | WTA Premier       |                       |                           |                  |
| Brisbane     | 2020              | Karolína Plíšková (3) | Madison Keys              | 6−4, 4−6, 7−5    |
| Brisbane     | 2019              | Karolína Plíšková     | Lesia Tsurenko            | 4−6, 7−5, 6−2    |
| Brisbane     | 2018              | Elina Svitolina       | Aliaksandra Sasnovich     | 6−2, 6−1         |
| Brisbane     | 2017              | Karolína Plíšková     | Alizé Cornet              | 6−0, 6−3         |
| Brisbane     | 2016              | Viktória Azàrenka (2) | Angelique Kerber          | 6−3, 6−1         |
| Brisbane     | 2015              | Maria Xaràpova        | Ana Ivanović              | 6−7(4), 6−3, 6−3 |
| Brisbane     | 2014              | Serena Williams (2)   | Viktória Azàrenka         | 6−4, 7−5         |
| Brisbane     | 2013              | Serena Williams       | Anastassia Pavliutxénkova | 6−2, 6−1         |
| Brisbane     | 2012              | Kaia Kanepi           | Daniela Hantuchová        | 6−2, 6−1         |
| Brisbane     | WTA International |                       |                           |                  |
| Brisbane     | 2011              | Petra Kvitová         | Andrea Petkovic           | 6−1, 6−3         |
| Brisbane     | 2010              | Kim Clijsters         | Justine Henin             | 6−3, 4−6, 7−6(6) |
| Brisbane     | 2009              | Viktória Azàrenka     | Marion Bartoli            | 6−3, 6−1         |
| Gold Coast   | WTA Tier III      | WTA Tier III          | WTA Tier III              | WTA Tier III     |
| Gold Coast   | 2008              | Na Li                 | Viktória Azàrenka         | 4−6, 6−3, 6−4    |
| Gold Coast   | 2007              | Dinara Safina         | Martina Hingis            | 6−3, 3−6, 7−5    |
| Gold Coast   | 2006              | Lucie Safarova        | Flavia Pennetta           | 6−3, 6−4         |
| Gold Coast   | 2005              | Patty Schnyder        | Samantha Stosur           | 1−6, 6−3, 7−5    |
| Gold Coast   | 2004              | Ai Sugiyama           | Nàdia Petrova             | 1−6, 6−1, 6−4    |
| Gold Coast   | 2003              | Nathalie Dechy        | Marie-Gayanay Mikaelian   | 6−3, 3−6, 6−3    |
| Gold Coast   | 2002              | Venus Williams        | Justine Henin             | 7−5, 6−2         |
| Gold Coast   | 2001              | Justine Henin         | Silvia Farina Elia        | 7−6(5), 6−4      |
| Gold Coast   | 2000              | Silvija Talaja        | Conchita Martinez         | 6−1, 3−6, 6−0    |
| Gold Coast   | 1999              | Patty Schnyder        | Mary Pierce               | 4−6, 7−6(5), 6−2 |
| Gold Coast   | 1998              | Ai Sugiyama           | Maria Vento-Kabchi        | 7−5, 6−0         |
| Gold Coast   | 1997              | Elena Likhovtseva     | Ai Sugiyama               | 3−6, 7−6(7), 6−3 |

### Dobles masculins
| Localització | Any  | Campions                           | Finalistes                                | Resultat                      |
| ------------ | ---- | ---------------------------------- | ----------------------------------------- | ----------------------------- |
| Brisbane     | 2025 | Julian Cash Lloyd Glasspool        | Jiří Lehečka Jakub Menšík                 | 6−3, 6−7(2), [10−6]           |
| Brisbane     | 2024 | Lloyd Glasspool Jean-Julien Rojer  | Kevin Krawietz Tim Pütz                   | 7−6(3), 5−7, [12−10]          |
| Brisbane     | 2023 | No celebrat                        | No celebrat                               | No celebrat                   |
| Brisbane     | 2022 | No celebrat                        | No celebrat                               | No celebrat                   |
| Brisbane     | 2021 | No celebrat                        | No celebrat                               | No celebrat                   |
| Brisbane     | 2020 | No celebrat                        | No celebrat                               | No celebrat                   |
| Brisbane     | 2019 | Marcus Daniell Wesley Koolhof      | Rajeev Ram Joe Salisbury                  | 6−4, 7−6(6)                   |
| Brisbane     | 2018 | Henri Kontinen John Peers (2)      | Leonardo Mayer Horacio Zeballos           | 3−6, 6−3, [10−2]              |
| Brisbane     | 2017 | Thanasi Kokkinakis Jordan Thompson | Gilles Müller Sam Querrey                 | 7−6(7), 6−4                   |
| Brisbane     | 2016 | Henri Kontinen John Peers          | James Duckworth Chris Guccione            | 7−6(4), 6−1                   |
| Brisbane     | 2015 | Jamie Murray John Peers            | Aleksandr Dolgopòlov Kei Nishikori        | 6−3, 7−6(4)                   |
| Brisbane     | 2014 | Mariusz Fyrstenberg Daniel Nestor  | Juan Sebastián Cabal Robert Farah Maksoud | 6−7(4), 6−4, [10−7]           |
| Brisbane     | 2013 | Marcelo Melo Tommy Robredo         | Eric Butorac Paul Hanley                  | 4−6, 6−1, [10−5]              |
| Brisbane     | 2012 | Maks Mirni Daniel Nestor           | Jürgen Melzer Philipp Petzschner          | 6−1, 6−2                      |
| Brisbane     | 2011 | Lukáš Dlouhý Paul Hanley           | Robert Lindstedt Horia Tecău              | 6−4 i retirada                |
| Brisbane     | 2010 | Jérémy Chardy Marc Gicquel         | Lukáš Dlouhý Leander Paes                 | 6−3, 7−6(5)                   |
| Brisbane     | 2009 | Marc Gicquel Jo-Wilfried Tsonga    | Fernando Verdasco Mischa Zverev           | 6−4, 6−3                      |
| Adelaida     | 2008 | Martin Garcia Marcelo Melo         | Chris Guccione Robert Smeets              | 6−3, 3−6, 10−7                |
| Adelaida     | 2007 | Wesley Moodie Todd Perry           | Novak Djokovic Radek Stepanek             | 6−3, 4−6, 15−13               |
| Adelaida     | 2006 | Jonathan Erlich Andy Ram           | Paul Hanley Kevin Ullyett                 | 7−6(4), 7−6(10)               |
| Adelaida     | 2005 | Xavier Malisse Olivier Rochus      | Simon Aspelin Todd Perry                  | 7−6(5), 6−4                   |
| Adelaida     | 2004 | Bob Bryan Mike Bryan               | Arnaud Clément Michaël Llodra             | 7−5, 6−3                      |
| Adelaida     | 2003 | Jeff Coetzee Chris Haggard         | Maks Mirni Jeff Morrison                  | 2−6, 6−4, 7−6(7)              |
| Adelaida     | 2002 | Wayne Black Kevin Ullyett          | Bob Bryan Mike Bryan                      | 7−5, 6−2                      |
| Adelaida     | 2001 | David Macpherson Grant Stafford    | Wayne Arthurs Todd Woodbridge             | 6−7(5), 6−4, 6−4              |
| Adelaida     | 2000 | Mark Woodforde Todd Woodbridge (3) | Lleyton Hewitt Sandon Stolle              | 6−4, 6−2                      |
| Adelaida     | 1999 | Gustavo Kuerten Nicolas Lapentti   | Jim Courier Patrick Galbraith             | 6−4, 6−4                      |
| Adelaida     | 1998 | Joshua Eagle Andrew Florent        | Ellis Ferreira Rick Leach                 | 6−4, 6−7, 6−3                 |
| Adelaida     | 1997 | Patrick Rafter Bryan Shelton       | Todd Woodbridge Mark Woodforde            | 6−4, 1−6, 6−3                 |
| Adelaida     | 1996 | Todd Woodbridge Mark Woodforde (2) | Jonas Bjorkman Tommy Ho                   | 7−5, 7−6                      |
| Adelaida     | 1995 | Jim Courier Patrick Rafter         | Byron Black Grant Connell                 | 7−6, 6−4                      |
| Adelaida     | 1994 | Mark Kratzmann Andrew Kratzmann    | David Adams Byron Black                   | 6−4, 6−3                      |
| Adelaida     | 1993 | Todd Woodbridge Mark Woodforde     | John Fitzgerald Laurie Warder             | 6−4, 7−5                      |
| Adelaida     | 1992 | Goran Ivanisevic Marc Rosset       | Mark Kratzmann Jason Stoltenberg          | 7−6, 7−6                      |
| Adelaida     | 1991 | Wayne Ferreira Stefan Kruger       | Paul Haarhuis Mark Koevermans             | 6−4, 4−6, 6−4                 |
| Adelaida     | 1990 | Andrew Castle Nduka Odizor         | Alexander Mronz Michiel Schapers          | 7−6, 6−2                      |
| Adelaida     | 1989 | Neil Broad Stefan Kruger           | Mark Kratzmann Glenn Layendecker          | 6−2, 7−6                      |
| Adelaida     | 1988 | Darren Cahill Mark Kratzmann       | Carl Limberger Mark Woodforde             | 4−6, 6−2, 7−5                 |
| Adelaida     | 1987 | Ivan Lendl Bill Scanlon            | Peter Doohan Laurie Warder                | 6−7, 6−3, 6−4                 |
| Adelaida     | 1986 | No celebrat                        | No celebrat                               | No celebrat                   |
| Adelaida     | 1985 | Mark Edmondson Kim Warwick         | Nelson Aerts Tomm Warneke                 | 6−4, 6−4                      |
| Adelaida     | 1984 | Broderick Dyke Wally Masur         | Peter Doohan Brian Levine                 | 4−6, 7−5, 6−1                 |
| Adelaida     | 1983 | Craig Miller Eric Sherbeck         | Broderick Dyke Rod Frawley                | 6−3, 4−6, 6−4                 |
| Adelaida     | 1982 | Pat Cash Chris Johnstone           | Broderick Dyke Wayne Hampson              | 6−3, 6−7, 7−6                 |
| Adelaida     | 1981 | Colin Dibley Chris Kachel          | Eddie Edwards Craig Edwards               | 6−3, 6−4                      |
| Adelaida     | 1980 | Sense esdeveniment al circuit      | Sense esdeveniment al circuit             | Sense esdeveniment al circuit |
| Adelaida     | 1979 | Colin Dibley John James            | John Alexander Phil Dent                  | 6−7, 7−6, 6−4                 |
| Adelaida     | 1978 | Sense esdeveniment al circuit      | Sense esdeveniment al circuit             | Sense esdeveniment al circuit |
| Adelaida     | 1977 | Cliff Letcher Dick Stockton        | Syd Ball Kim Warwick                      | 6−3, 6−4                      |
| Adelaida     | 1976 | Sense esdeveniment al circuit      | Sense esdeveniment al circuit             | Sense esdeveniment al circuit |
| Adelaida     | 1975 | Sense esdeveniment al circuit      | Sense esdeveniment al circuit             | Sense esdeveniment al circuit |
| Adelaida     | 1974 | Grover Raz Reid Al·lan Stone       | Mike Estep Paul Kronk                     | 7−6, 6−4                      |
| Adelaida     | 1973 | Sense esdeveniment al circuit      | Sense esdeveniment al circuit             | Sense esdeveniment al circuit |
| Adelaida     | 1972 | No celebrat                        | No celebrat                               | No celebrat                   |

### Dobles femenins

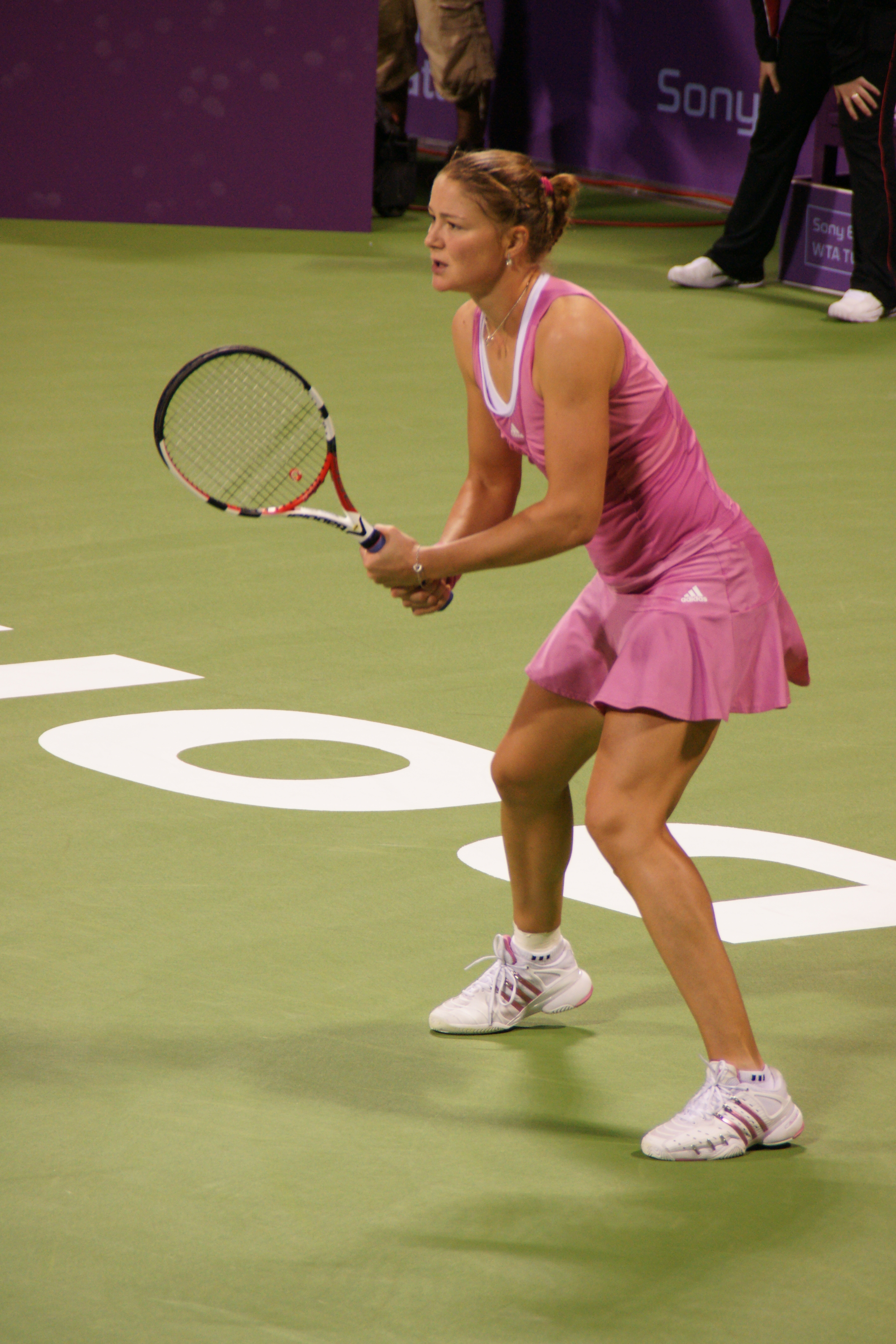
Dinara Safina va aconseguir els títols individual i dobles, aquest en tres ocasions consecutives.

| Localització | Any               | Campiones                                     | Finalistes                             | Resultat            |
| ------------ | ----------------- | --------------------------------------------- | -------------------------------------- | ------------------- |
| Brisbane     | WTA 500           | WTA 500                                       | WTA 500                                | WTA 500             |
| Brisbane     | 2025              | Mirra Andreeva Diana Shnaider                 | Priscilla Hon Anna Kalinskaya          | 7−6(6), 7−5         |
| Brisbane     | 2024              | Liudmila Kitxenok Jeļena Ostapenko            | Greet Minnen Heather Watson            | 7−5, 6−2            |
| Brisbane     | 2023              | No celebrat                                   | No celebrat                            | No celebrat         |
| Brisbane     | 2022              | No celebrat                                   | No celebrat                            | No celebrat         |
| Brisbane     | 2021              | No celebrat                                   | No celebrat                            | No celebrat         |
| Brisbane     | WTA Premier       |                                               |                                        |                     |
| Brisbane     | 2020              | Hsieh Su-wei Barbora Strýcová                 | Ashleigh Barty Kiki Bertens            | 3−6, 7−6(7), [10−8] |
| Brisbane     | 2019              | Nicole Melichar Květa Peschke                 | Chan Hao-ching Latisha Chan            | 6−1, 6−1            |
| Brisbane     | 2018              | Kiki Bertens Demi Schuurs                     | Andreja Klepač M.J. Martínez Sánchez   | 7−5, 6−2            |
| Brisbane     | 2017              | Bethanie Mattek-Sands Sania Mirza             | Iekaterina Makàrova Ielena Vesninà     | 6−2, 6−3            |
| Brisbane     | 2016              | Martina Hingis Sania Mirza                    | Angelique Kerber Andrea Petkovic       | 7−5, 6−1            |
| Brisbane     | 2015              | Martina Hingis Sabine Lisicki                 | Caroline Garcia Katarina Srebotnik     | 6−2, 7−5            |
| Brisbane     | 2014              | Al·la Kudriàvtseva Anastassia Rodiónova       | Kristina Mladenovic Galina Voskobóieva | 6−3, 6−1            |
| Brisbane     | 2013              | Bethanie Mattek-Sands Sania Mirza             | Anna-Lena Grönefeld Květa Peschke      | 4−6, 6−4, [10−7]    |
| Brisbane     | 2012              | Núria Llagostera Vives Arantxa Parra Santonja | Raquel Kops-Jones Abigail Spears       | 7−6(2), 7−6(2)      |
| Brisbane     | WTA International |                                               |                                        |                     |
| Brisbane     | 2011              | Alissa Kleibànova Anastassia Pavliutxénkova   | Klaudia Jans Alicja Rosolska           | 6−3, 7−5            |
| Brisbane     | 2010              | Andrea Hlaváčková Lucie Hradecká              | Melinda Czink Arantxa Parra Santonja   | 2−6, 7−6(3), [10−4] |
| Brisbane     | 2009              | Anna-Lena Groenefeld Vania King               | Klaudia Jans Alicja Rosolska           | 3−6, 7−5, 10−5      |
| Gold Coast   | WTA Tier III      | WTA Tier III                                  | WTA Tier III                           | WTA Tier III        |
| Gold Coast   | 2008              | Dinara Safina Agnes Szavay                    | Yan Zi Zheng Jie                       | 6−1, 6−2            |
| Gold Coast   | 2007              | Dinara Safina Katarina Srebotnik              | Iveta Benesova Galina Voskobóieva      | 6−3, 6−4            |
| Gold Coast   | 2006              | Dinara Safina Meghann Shaughnessy             | Cara Black Rennae Stubbs               | 6−2, 6−3            |
| Gold Coast   | 2005              | Elena Likhovtseva Magdalena Maleeva           | Maria Elena Camerin Silvia Farina Elia | 6−3, 5−7, 6−1       |
| Gold Coast   | 2004              | Svetlana Kuznetsova Elena Likhovtseva         | Liezel Huber Katerina Maleeva          | 6−3, 6−4            |
| Gold Coast   | 2003              | Svetlana Kuznetsova Martina Navrátilová       | Nathalie Dechy Emilie Loit             | 6−4, 6−4            |
| Gold Coast   | 2002              | Justine Henin Meghann Shaughnessy             | Asa Svensson Miriam Oremans            | 6−1, 7−6(6)         |
| Gold Coast   | 2001              | Giulia Casoni Janette Husarova                | Katie Schlukebir Meghann Shaughnessy   | 7−6(9), 7−5         |
| Gold Coast   | 2000              | Julie Halard−Decugis Anna Kúrnikova           | Sabine Appelmans Rita Grande           | 6−3, 6−0            |
| Gold Coast   | 1999              | Corina Morariu Larisa Neiland                 | Kristine Kunce Irina Spirlea           | 6−3, 6−3            |
| Gold Coast   | 1998              | Elena Likhovtseva Ai Sugiyama                 | Sung−hee Park Shi-ting Wang            | 1−6, 6−3, 6−4       |
| Gold Coast   | 1997              | Naoko Kijimuta Nana Miyagi                    | Ruxandra Dragomir Silvia Farina Elia   | 7−6, 6−1            |